# Akçaköy, Akçaabat
Akçaköy là một thị trấn thuộc huyện Akçaabat, tỉnh Trabzon, Thổ Nhĩ Kỳ. Dân số thời điểm năm 2011 là 2.287 người.